# Petr Macinka
Petr Macinka (* 18. srpna 1978 Břeclav) je český manažer, politik a glosátor, od května 2022 předseda strany Motoristé sobě, dlouholetý spolupracovník bývalého prezidenta Václava Klause.

## Život
Narodil se v roce 1978. Od ledna 2006 do června 2008 pracoval ve společnosti Mafo. V letech 2007 až 2010 studoval politologii a mezinárodní vztahy na Vysoké škole CEVRO. V roce 2010 v oboru získal bakalářský titul. Od roku 2010 pak studoval na stejné škole politologii, magisterský titul získal v roce 2013. Od června 2008 do března 2013 pracoval jako zástupce ředitele Tiskového odboru prezidenta České republiky. Od roku 2017 pracoval jako manažer v Institutu Václava Klause.
Ve volném čase působil jako kytarista v kapele Hraczki působící v jeho rodné Břeclavi. V roce 2023 se podílel na vydání knihy Česká společnost pod tíhou přímé volby s tématem prezidentských voleb v roce 2023. Je pravidelným hostem pořadu Přísně tajné na kanále Xaver Live na platformě YouTube.
V srpnu 2022 se mu se svou partnerkou Monikou narodil syn Filip, v červnu 2023 uzavřel pár manželství a v roce 2025 se jim narodilo druhé dítě. K roku 2024 žil v Praze 5.[zdroj?]

## Politické působení
V květnu 2022 převzal Stranu nezávislosti České republiky, která tou dobou již dva roky nevyvíjela po rezignaci Františka Matějky z funkce předsedy v květnu 2020 téměř žádnou činnost. Macinka stranu přejmenoval na Motoristé sobě (AUTO) a stal se jejím předsedou.
V komunálních volbách v roce 2022 kandidoval jako lídr strany v Praze. Ústředním pilířem programu uskupení byla podpora automobilové dopravy. Uskupení však získalo pouze 2,3 % hlasů a do pražského zastupitelstva se nedostalo. V prosinci 2023 oznámil, že podporuje kandidaturu předsedy hnutí Přísaha Roberta Šlachty v senátních volbách v roce 2024 v obvodu č. 56 – Břeclav. V lednu 2024 pak Macinka a Šlachta oznámili společnou koalici strany AUTO a hnutí Přísaha do evropských voleb v roce 2024. Jejím lídrem se stal Filip Turek, sám Macinka kandidoval na čtvrtém místě kandidátní listiny. Koalice nakonec získala 10,3 % hlasů a dva mandáty v Evropském parlamentu. Macinka získal 14 657 preferenčních hlasů a stal se třetím náhradníkem.
Na 1. kongresu Motoristů sobě v prosinci 2024 byl opět zvolen předsedou strany. V červnu 2025 mu udělili porotci ankety Zelená perla pořádanou spolkem Děti Země cenu za antiekologický výrok roku. Macinka to komentoval tak, že si vítězství v této úchvatné anketě nesmírně váží.
Ve sněmovních volbách v roce 2025 kandiduje jako lídr Motoristů sobě v Jihomoravském kraji.

## Názory
Stranu Trikolora, jíž původně podporoval, označil v červnu 2024 za „odpadní spolek“. Vymezuje se také proti Pirátům, hnutí STAN, vládě Petra Fialy či klimatickým aktivistům, zároveň odmítá spolupráci s ODS či SPD. Vládu Petra Fialy označil jako „fialovou diktaturu“.
V roce 2024, v rozhovoru pro Novinky.cz, žertem označil Kateřinu Konečnou za svého „v podstatě nejoblíbenějšího levičáka na politické scéně“. Hájil také politicky kontroverzní sebepropagaci Filipa Turka, přičemž několikrát nepřímo naznačil, že si je jist, že jeho strana, on sám, ani Filip Turek nevyznává hodnoty druhoválečného německého nacismu ani neonacismu.
Podobně jako Filip Turek, ani Petr Macinka není zastáncem vystoupení ČR z Evropské unie; v dubnu 2025 tvrdil, že nechce referendum o (vystoupení) z EU.
Je také proti legalizaci manželství osob stejného pohlaví.
Nechápe, proč ODS neutvořila vládu s hnutím ANO, když s ním má větší ideovou shodu než s TOP 09, STAN nebo Českou pirátskou stranou, kterou považuje za neomarxisty.